# Бруно I Великий
Бруно I Великий (нім. Bruno von Sachsen; 925 — 11 жовтня 965) — церковний та державний діяч Священної Римської імперії, 10-й архієпископ Кельна в 953—965 роках, герцог Лотарингії в 954—959, та, після її розділу, Верхньої Лотарингії в 959—965 роках. У 1870 році визнаний святим.

## Життєпис
Походив з Саксонської династії. Молодший син Генріха I, короля Східнофранкського королівства, та Матильди Вестфальської. Народився 925 року. За тодішньою традицію Бруно була призначена церковна кар'єра. Здобув блискучу на той час освіту в кафедральній школі Утрехта, де з 5-річного віку навчався під орудою місцевого єпископа Бальдеріха.
939 року повернувся до королівського двору. У 940 році призначений канцлером королівства. Втім продовжив освіту у Ізраеля Трірського. 948 року стає ігуменом імперського абатства Лорш.
951 року призначається імперським капеланом (очолив придворну капелу). У 953 році його брат Оттон I, король Східнофранкського королівства, домігся обрання Бруно архієпископом Кельнським. 954 року передав йому також герцогство Лотаринзьке, яке відібрав у Конрада Рудого. В результаті Бруно стали часто титулувати ерцгерцогом.
Бруно вдалося після тривалої боротьби перемогти Конрада Рудого і надовго повернути спокій країні, що знемагала від внутрішніх чвар. Але на Лотарингію висував претензії Реньє III, граф Ено.
Оттон I дарував Бруно велику кількість прав і привілеїв, включно з правом зводити укріплення, карбувати монету, збирати податки і мита за переміщення Рейном. За його урядування було зведено архієпископський палац в Кельні, перебудовано кафедральний собор за зразком собору Святого Петра в Римі, зведено церкви Святого Мартина Турського і Святого Андрія, засновано бенедиктинське абатство Святого Пантелеймона біля Кельна. Також підтримав Горзьку монастирську реформу, покликану на зміцнення суворості чернечого життя. Його двір був інтелектуальним та мистецьким центром у Німеччині.
Бруно після смерті герцога Гуго Великого в 956 році став фактичним регентом Західнофранкського королівства при малолітньому королі Лотарі I. Також був опікуном сина Гуго Великого — Гуго Капета. У 956 та 958 роках вимушений був придушувати заколоти графа Ено Реньє III, який був невдоволений своїм становищем у Лотарингії. Зрештою того було переможено й заслано до Богемії, а графство Ено конфісковано.
959 року король Лотар відмовився від своїх прав на Лотарингію. Але незабаром спалахнув новий великий заколот лотаринзької знаті, невдоволеної політикою Бруно, який наказав руйнувати замки сеньйорів-розбійників, а також обклав знать великим податком. Заколот очолив колишній радник Бруно Іммонен, сеньйор Шевремона. Для придушення заколотів у майбутньому, Бруно розділив герцогство на дві частини: Верхню і Нижню Лотарингію, на чолі кожної поставив заступника з титулом «віцегерцог».
У 961 році на час відсутності брата призначений адміністратором (намісником) Східнофранкського королівства. Помер 965 року в Реймсі.